# Église de l'Ordination-de-Saint-Martin-de-Tours d'Eyjeaux
L'église d'Eyjeaux est une église catholique située à Eyjeaux, en France.

## Localisation
L'église est située dans le département français de la Haute-Vienne, sur la commune d'Eyjeaux.

## Historique
L'église date du XIIe siècle. D'origine romane, elle est revoûtée en gothique au XVe siècle.
L'église est inscrit au titre des monuments historiques le 6 février 1926.